# Désiré Kolingba
Désiré Nzanga Bilal Kolingba, né le 19 août 1956 à Bangui et mort le 25 avril 2021, est un économiste et homme politique centrafricain. 
Il est le fils de l'ancien président André Kolingba, à qui il succède à la tête du Rassemblement démocratique centrafricain. Après avoir été élu député en 1998, il est ministre de 2004 à 2011. Candidat pour son parti aux élections présidentielles de 2015-2016 et de 2020, il obtient le 3e puis le 4e résultat.

## Carrière professionnelle
Après des études économiques à l'université d'Ottawa, il poursuit ses études à l'université du New Hampshire. En 1988, il commence une carrière d'économiste à la Banque mondiale à Washington, puis obtient un poste de chargé de programme à la mission centrafricaine de la banque jusqu'en 1995.

## Carrière politique
Désiré Kolingba est le fils d'André Kolingba, président de la République de 1981 à 1993 et fondateur du Rassemblement démocratique centrafricain en 1978, où il est également encarté.
Il est élu député de Kembé (Basse-Kotto) lors des élections législatives de 1998. Pendant la présidence Bozizé, il entre au Gouvernement comme ministre de la Jeunesse, des Sports, de janvier 2004 à janvier 2009. Puis ministre chargé du Secrétariat général du Gouvernement et des Relations avec les institutions du gouvernement Touadéra 2 jusqu'au 22 avril 2011. Candidat à l'élection d'un président de transition après la démission de Michel Djotodia le 10 janvier 2014, il arrive au second tour, où il est battu par Catherine Samba-Panza. Il se présente à l'élection présidentielle de 2015 et arrive troisième du premier tour avec moins de 13 % des voix.
Gravement malade à la fin de l'année 2020, il se fait soigner en France. Il rentre en Centrafrique afin de déposer sa candidature à l'élection présidentielle de décembre 2020. Son état de santé ne lui permet cependant pas de mener campagne et, quelques jours après le scrutin, il est évacué pour la République démocratique du Congo. Il meurt quatre mois plus tard, le 25 avril 2021, des suites de sa maladie.